# MBefore
MBefore ist ein Jazzalbum des Michael Bisio Quartet. Die im März 2021 im Clubhouse Studio, Rhinebeck, New York, entstandenen Aufnahmen erschienen am 25. März 2022 auf Whit Dickeys Label Tao Forms.

## Hintergrund
Der Bassist Michael Bisio führt ein Quartett an, das aus dem Vibraphonisten Karl Berger, dem Bratschisten Mat Maneri und dem Schlagzeuger Whit Dickey besteht. Auf MBefore spielen die Musiker eine Reihe von Eigenkompositionen von Bisio und Berger sowie eine freie Interpretation des Standards „I Fall in Love Too Easy“. Das erste Stück, „AC 2.0“, ist eine neue Version von Bisios Komposition „Arrested Confusion“; sie erschien zuerst auf dem Tani Tabbal Trio-Album Now Then (2020). Michael Bisio selbst schrieb zu diesem Album in den Liner Notes:

„Bei MBefore geht es nicht um vier einzelne Solisten oder eine Frontline mit einer Rhythmusgruppe. Das Album handelt vielmehr vom Ensemble und seinem kollektiven Bewusstsein – es geht um die Gruppenästhetik, wobei der daraus resultierende Sound eine transparente Qualität hat. Mit Vibraphon und Bratsche statt, sagen wir, Saxophon und Trompete, bedeutet das, dass es eine klangliche Klarheit gibt, sogar eine Art Süße. Diese Klarheit und Transparenz lässt die kontrapunktische Qualität der Musik wirklich hervortreten, sodass man alle Linien gleichzeitig hören kann – und die subtilen Harmonien, die durch das Kreuzen dieser einzelnen Linien entstehen.“

## Titelliste
- Michael Bisio: MBefore (TAO Forms)

1. AC 2.0 8:27
2. Sea V 4 WD (part 2) 6:50
3. Crystal Fire (Karl Berger) 5:49
4. I Fall in Love Too Easily (Jule Styne, Sammy Cahn) 8:57
5. Intravenous Voice 6:37
6. r. henri 5:57
7. Sea V 4 WD (part 1) 9:33
8. Still (Karl Berger) 6:45
9. Um (Bisio, Berger, Maneri, Whitey) 7:48

Wenn nicht anders vermerkt, stammen die Kompositionen von Michael Bisio.

## Rezeption
Peter Margasak schrieb in The Quietus, der erfahrene Bassist Michael Bisio, der vielleicht am besten für seine lange Zusammenarbeit mit dem Pianisten Matthew Shipp bekannt sei, habe bei der Konzeption und Zusammenstellung dieser Band einiges getan, indem er sich eine köstliche Klangwelt vorstellte und eine ernsthafte Interaktion zwischen den Personen hergestellt habe, die er engagierte. Die Musik höre sich zwar an, als hätte sie sich einfach ergeben, aber das schmälere nicht die jahrzehntelange Erfahrung der Beteiligten, insbesondere mit der Anwesenheit des Vibraphonisten Karl Berger, der seit den 1960er-Jahren eine einzigartige Kraft in der improvisierten Musik sei. Die ansprechend einfachen Melodien würden dem wunderbar kantigen Free-Jazz Struktur verleihen.

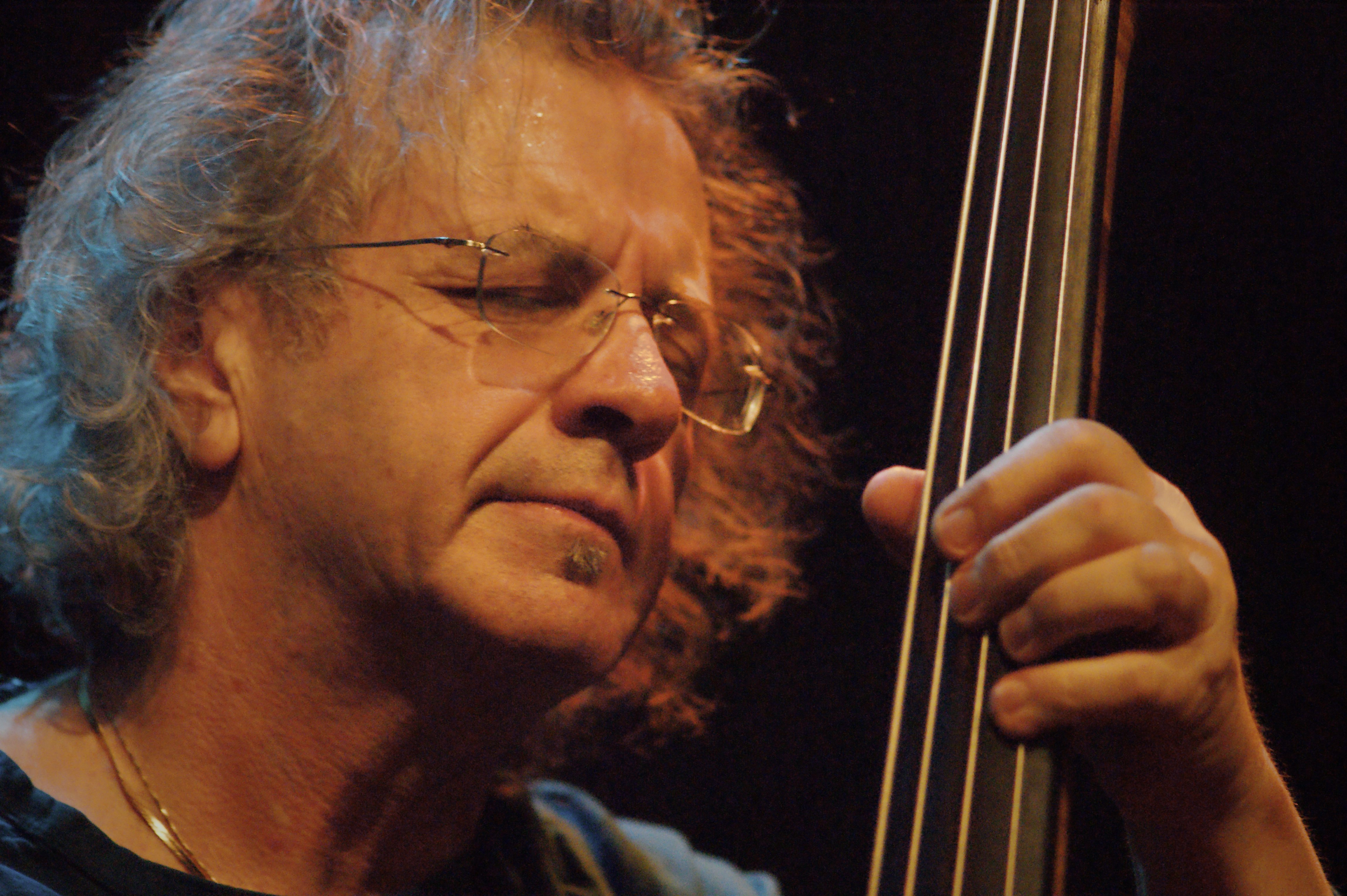
Michael Bisio mit dem Matthew Shipp New Trio, BIM Amsterdam 2011

Nach Ansicht von S. Victor Aaron, der das Album in Something Else! rezensierte, sei das Zusammenfließen von Bass, Bratsche, Vibraphon und Schlagzeug ein ungewöhnliches Ereignis, und das anfängliche Hören von MBefore mag ein wenig exotisch klingen, insbesondere der Kontrast von Maneris dunkler und dramatischer Bratsche zu der klingenden Resonanz von Bergers Vibraphon. Aufgrund ihrer Vertrautheit miteinander und ihrer demokratischen Denkweise würden sie nicht nur dafür sorgen, dass dies funktioniert, sondern sie gedeihen auch in dieser Besetzung. All das mache die Rolle Bisios manchmal entscheidender als normalerweise, da er die tiefen Töne finde, die die beiden Pole der Klangfarben verbinden, und daraus eine Melodie webe, die Maneri und Berger eine harmonische Ebene zum Spielen gebe, wie auf „AC 2.0.“ In der Tat folge die Gruppe dem alten Weather-Report-Axiom, wonach „jeder solo und niemand solo“ zu großartigen Ergebnissen führt; „Intravenous Voice“ ist ein Gruppenstück, in dem jeder sich bewegende Teil (Instrument) deutlich zu hören ist, aber als Teil des kollektiven Stücks so klar funktioniere.
Michael Toland schrieb in The Big Takeover, wie viele Free-Jazz-Alben wirke MBefore zunächst etwas zu freizügig, als hätten die Musiker überhaupt wenig Disziplin. Aber jeder gute spontane Komponist weiß, dass es Selbstbeherrschung braucht, um wirklich frei zu spielen, und ein paar DUmdrehungen enthüllen die Methode der Platte, die auf Zusammenspiel und gegenseitigem Respekt basierr, nicht auf Zwietracht und Anarchie.
Nach Ansicht von Karl Ackermann, der das Album in All About Jazz rezensierte, gebe es wischen Bisio, Mat Maneri, Karl Berger und dem Schlagzeuger Whit Dickey gibt es nur wenige Trennungsgrade, was zu einem ungezwungenen Gleichgewicht führe. Das Zusammenspiel der Gruppe sei hervorragend bei „Intravenous Voice“ und „r. henri“. Das einladende rhythmische Wechselspiel sei temperamentvoll; sowohl Bisio als auch Maneri können treibende Kräfte oder ergänzende Begleiter sein; in beiden Fällen würden sie hier glänzen. Die expansive Natur von MBefore sei ein ideales Vehikel für die Beherrschung des Quartetts in Bezug auf Schattierung, Kontrapunkt und offenes Spiel. Zusammen schaffen Bisio, Maneri, Berger und Dickey eine nuancierte, fein integrierte Sprache, verschmolzen mit den natürlichen Merkmalen ihrer individuellen Stimmen. Es sei ein außergewöhnlich virtuoses Ensemblespiel.
In den Liner Notes zu diesem Album schreibt Matthew Shipp: „Michael Bisio ist einer der größten Bassisten der Welt – aber auf diesem Album geht es nicht um sein Bassspiel. Es geht um seine Menschlichkeit. Bisio ist ein umsichtiger Bandleader, der ein Händchen dafür hat, die richtigen Leute zusammenzubringen und sie so zusammenzustellen, dass sie sich mit der Gruppendynamik eins fühlen.“ Weiter heißt es: „Dies ist ein Bankett, ein wahres Fest. Es wurde von Menschen geschaffen, die sich einem Konzept verschrieben haben und sich an der Erzeugung von schönem Klang ergötzten.“ Karl Bergers melodisches Kraftfeld werde durch den Sinn eines Beboppers für die Integrität der [musikalischen] Linie untermauert – wobei selbst die abstraktesten Teile ihren eigenen Swing hätten. Bisio treibe die Musik immer mit einem angeborenen Sinn für Form und Puls voran. Hinzu komme zum Gelingen des Albums Maneris perfekter Instinkt für Kontrapunkt und Dickey als Kolorist der Klangfarben.